# Sevington with Finberry
Sevington with Finberry är en civil parish i grevskapet Kent i sydöstra England. Den ligger i distriktet Ashford och utgörs av orterna Sevington och Finberry. Civil parishen hade 1 522 invånare vid folkräkningen år 2021.